# CIFAF
Il CIFAF è il campionato italiano di tackle football americano femminile a 7, fondato nel 2013 e organizzato dalla Federazione Italiana di American Football.

## Team partecipanti
| Luogo                 | Nome della squadra | Numero Partecipazioni |
| --------------------- | ------------------ | --------------------- |
| Lecce-Puglia          | Salento Vibrie     | 2                     |
| Ferrara-Lazio         | Black Marines      | 1                     |
| Cernusco sul Naviglio | Furie              | 1                     |
| Bologna               | Neptunes           | 4                     |
| Bologna               | Underdogs          | 2                     |
| Busto Arsizio-Milano  | Tempeste e Sirene  | 1                     |
| Pescara               | Lobsters           | 3                     |
| Sarzana               | Red Rogues         | 2                     |
| Ferrara               | Fenici             | 2                     |
| Martesana-Verona      | Squyx (Squaw+Nyx)  | 1                     |
| Milano                | Sirene             | 4                     |
| Lazio                 | Marines            | 3                     |
| Verona-Milano         | OneTeam            | 3                     |
| Ferrara - Pescara     | Chimere            | 1                     |
| Firenze               | Elfe               | 1                     |

## Formula
Il primo Campionato si è disputato tra cinque squadre nella formula a bowl per un totale di cinque giornate, due bowl ad ogni giornata ed un turno di riposo per uno team partecipante.
Al termine del campionato le prime due classificate hanno avuto accesso alla finale del primo Rose Bowl Italia disputatosi nella stessa giornata del XXXIII Italian Super Bowl a Ferrara, domenica 6 luglio 2013.

Il logo del Rose Bowl Italia, opera del giocatore e grafico Luca Giuntoli

Il secondo campionato italiano di football americano femminile ha visto l'introduzione delle conference, divise in nord e sud, con partite di sola andata nelle prime due giornate ed un bowl comprendente tutte e due le ultime due partite in un'unica giornata. Le prime due classificate di ciascuna conference hanno partecipato ad un bowl di semifinale sul Mike Wyatt Field dove il 5 luglio 2014 si è disputato il secondo Rosebowl.

## Albo d'oro
| Stagione | Titolo                | Squadra Vincitrice | Finalista Sconfitta         | Risultato | Luogo                                |
| -------- | --------------------- | ------------------ | --------------------------- | --------- | ------------------------------------ |
| 2013     | I Rose Bowl Italia    | Lobsters Pescara   | Furie Cernusco sul Naviglio | 26 - 25   | (Ferrara) Mike Wyatt Field           |
| 2014     | II Rose Bowl Italia   | Fenici Ferrara     | Neptunes Bologna            | 32 - 13   | (Ferrara) Mike Wyatt Field           |
| 2015     | III Rose Bowl Italia  | One Team Verona    | Neptunes Bologna            | 43 - 6    | (Milano) Velodromo Maspes-Vigorelli  |
| 2016     | IV Rose Bowl Italia   | One Team Milano    | Neptunes Bologna            | 19 - 18   | (Cesena) Orogel Stadium-Dino Manuzzi |
| 2017     | V Rose Bowl Italia    | One Team Verona    | Underdogs Bologna           | 34 - 14   | (Vicenza) Stadio Romeo Menti         |
| 2018     | VI Rose Bowl Italia   | Sirene Milano      | Underdogs Bologna           | 19 - 6    | (Firenze) Guelfi Sport Center        |
| 2019     | VII Rose Bowl Italia  | Underdogs Bologna  | Apuania Unicorns            | 32 - 14   | (Milano) Velodromo Maspes-Vigorelli  |
| 2021     | VIII Rose Bowl Italia | Sirene Milano      | Underdogs Bologna           | 16 - 0    | (Bologna) C.S.Bernardi               |

## MVP Rose Bowl
- 2013 MVP Luisa Camplone (CB/WR, Lobsters Pescara).
- 2014 MVP Chiara Mingozzi (RB, Fenici Ferrara).
- 2015 MVP Ilaria Adami (RB, One Team).
- 2016 MVP Giada Zocca (QB/WR, Neptunes Bologna)
- 2017 MVP Ilaria Adami (RB, One Team).
- 2018 MVP Erica Nicola (RB, Sirene Milano).
- 2019 MVP Chiara Mingozzi (RB, Underdogs Bologna).
- 2021 MVP Giulia Fanella (QB, Sirene Milano).

## Trofeo Erika Lazzari
La FIDAF ha istituito il Trofeo Erika Lazzari, premio alla miglior runningback della stagione, in onore di Erika Lazzari, runningback sin dagli albori delle Neptunes Bologna deceduta a causa di una grave malattia.
- 2013 TEL Giorgia Pezza (Furie Cernusco sul Naviglio).
- 2014 TEL Erica Nicola (Sirene Milano).
- 2015 TEL Ilaria Adami (One Team).
- 2016 TEL Ilaria Adami (One Team).
- 2017 TEL Ilaria Adami (One Team).
- 2018 TEL Chiara Mingozzi (Underdogs)